# カルフール (ハイチ)
カルフール（標準フランス語：Carrefour、ハイチ語：Kafou）は、ハイチ共和国の西県ポトプランス郡の都市。首都ポートプランスの南西に隣接し、ベッドタウンとして機能している。人口は約51万人（2015年推計）。
2010年のハイチ地震では深刻な被害を受け、損害の大きかったエリアでは、40～50％もの建物が倒壊した。